# Дженкинс, Майкл
Майкл Джером Дженкинс (англ. Michael Jerome Jenkins; род. 6 сентября 1986, Кинстон, штат Северная Каролина, США) — американский профессиональный баскетболист, играющий на позициях разыгрывающего защитника и атакующего защитника.

## Карьера
Дженкинс обучался в университете Уинтроп в Южной Каролине и выступал за студенческую команду «Уинтроп Иглз» в NCAA. За 4 года он отметился средней статистикой в 9,6 очка, 2,8 подбора и 1,9 передачи, в 2008 году получил звание MVP конференции Big South и дважды попадал в её символические пятёрки по итогам сезона.
Профессиональная карьера Дженкинса началась в сезоне 2008/2009, а первым клубом стал «Олбани Пэтрунс», выступавший в Континентальной баскетбольной ассоциации в США. Однако в его составе Майкл появился всего 3 раза и уже в феврале 2009 года улетел в Европу. Концовку сезона он провёл в «Будучности» и помог ей взять Кубок Черногории.
В 2014 году Дженкинс присоединился к составу «Бруклин Нетс» в Летней лиге НБА, после чего в сентябре подписал контракт с «Оклахомой-Сити Тандер». С этим клубом он успел сыграть 7 предсезонных матчей и перешёл в фарм-команду «Оклахома-Сити Блю», выступающей в Лиге развития. В декабре 2014 года он расторг контракт и вернулся в Европу. Вторую половину сезона Дженкинс провёл в «Истанбул ББ», принял участие в «Матче всех звёзд» чемпионата Турции и стал победителем в конкурсе трёхочковых бросков.
В сезоне 2017/2018 Дженкинс провёл в «Рейер Венеция», с которой стал победителем Кубка Европы ФИБА. Показатели Майкла в чемпионате Италии составили 6,2 очка, в Лиге чемпионов ФИБА – 5,8 очка, в Кубке Европы ФИБА – 5,7 очка.
В октябре 2018 года Дженкинс перешёл в «Астану». В Единой лиге ВТБ его статистика составила 13,7 очка, 2,4 подбора и 3,3 передачи.
В декабре 2019 года Дженкинс подписал контракт с «Нижним Новгородом». В 6 матчах Единой лиги ВТБ Майкл отметился статистикой в 10,7 очка, 3,3 передачи и 0,8 подбора. В Лиге чемпионов ФИБА провёл 6 игр, набирая 12,3 очка, 2,7 подбора и 1,8 передачи.

## Достижения
- Обладатель Кубка Европы ФИБА: 2017/2018
- Обладатель Кубка Черногории: 2008/2009